# فيرنر شولتسه
فيرنر شولتسه (بالألمانية: Werner Schulze)‏ هو ضابط ألماني، ولد في 15 يناير 1895 في كالبة في ألمانيا، وتوفي في 3 نوفمبر 1966 في شتوتغارت في ألمانيا.